# Kurt Westergaard
Kurt Westergaard, officieel Vestergaard (Døstrup (Mariagerfjord), 13 juli 1935 – Aarhus, 14 juli 2021), was een Deense cartoonist die in 2005 bekend werd doordat zijn bijdrage aan cartoons over Mohammed in Jyllands-Posten een grote internationale controverse veroorzaakte.

## Loopbaan
Westergaard studeerde in 1958 af aan de lerarenopleiding in Ranum in Noord-Jutland. Hij was docent Duits aan een school in Grindsted. Later studeerde hij psychologie aan de Universiteit van Kopenhagen en werd onderwijsinspecteur (schoolleider) van een scholengroep voor geestelijk gehandicapte kinderen in de regio Djursland. Als illustrator en tekenaar van karikaturen was hij verbonden aan onder meer het dagblad Jyllands-Posten in Aarhus.
Hij werd in september 2005 wereldwijd bekend door een controversiële cartoon, waarin hij de moslimprofeet Mohammed afbeeldde met een bom als tulband.
Het was de meest spraakmakende tekening uit een reeks van twaalf cartoons over Mohammed, die werd afgedrukt in Jyllands-Posten. Vooral onder moslims ontstond naar aanleiding van de publicatie van deze cartoons veel commotie.
Westergaard werd bedreigd en hij en zijn vrouw kregen persoonsbescherming. Op 12 februari 2008 werd in Aarhus een aantal mensen gearresteerd, die een moordcomplot tegen Westergaard zouden hebben beraamd. Op 1 januari 2010 drong, ondanks de permanente politiebewaking, een in Denemarken wonende Somaliër het huis van Westergaard binnen. Hij was gewapend met een mes en een bijl. De politie kon de aanslag verijdelen en schoot de indringer neer, waarbij deze aan hand en knie gewond raakte.
Na deze aanslag kreeg de cartoonist twee maanden verlof van de krant. Toen dit zonder overleg met nog eens twee maanden werd verlengd, vatte Westergaard dit op als een signaal. Hij kondigde aan geen cartoons meer te zullen publiceren.
Westergaard woonde beveiligd op een geheim adres in Aarhus. Hij was al enige tijd ziek toen hij op de dag na zijn 86ste verjaardag in zijn slaap overleed.

## Wilders
Politicus Geert Wilders gebruikte de Mohammed-cartoon in zijn film Fitna zonder daarvoor aan Westergaard toestemming gevraagd te hebben. Naar aanleiding daarvan maakte Westergaard voor het Belgische tijdschrift P-Magazine in april 2008 een gelijksoortige cartoon van Wilders, ook met een bom op het hoofd en daarbij een bordje: Gevaar. Vrijheid van meningsuiting. 

## Autobiografie
- Kurt Westergaard & John Lykkegaard, The Man Behind the Mohammed Cartoon, Forlaget Mine Erindringer, Tilst, 2012, 274 pag. ISBN 978-87-9174824-0

- Gemeinsame Normdatei: 143506285
- International Standard Name Identifier: 0000 0001 1514 3029
- KulturNav: 2e1b8cab-a0e4-45c5-8754-3b723e2a1023
- Library of Congress Control Number: no2015130806
- RKD-Nederlands Instituut voor Kunstgeschiedenis: 350304
- Système universitaire de documentation: 148731155
- Virtual International Authority File: 141145969922832250107